# 布斯拉
布斯拉（[بصرى] 错误：{{Langx}}：拉丁字母轉寫第 14 個字元「阿」不是拉丁字母。（帮助））是敘利亞的古城，位于该国西南部德拉省德拉区，距離首都大馬士革140公里，海拔高度850米。剧叙利亚中央统计局2004年统计数据，该城拥有居民19,683人，其中绝大多数为逊尼派穆斯林。
布斯拉古城曾是罗马帝国的一个省会，阿拉伯帝国时期仍然是一座重要的城市，奥斯曼帝国统治后逐渐衰落。古城遗址于1980年被聯合國教科文組織列入世界遺產名錄。

## 历史

### 西元前时代
布斯拉地区有人类居住的记录最早始于图特摩斯三世和阿肯那顿时期（公元前14世纪），当时布拉斯周边地区已经开始了农业开发，特勒·埃尔-阿马尔纳墓葬的说明清单中证实了布斯拉古城的存在。公元前2世纪，这里建立起了纳巴泰人的第一座城市，也是纳巴泰王国的北方首府。布斯拉在此时繁荣发展，步入鼎盛时期。

### 罗马和拜占庭时代
106年，图拉真皇帝吞并了纳巴泰王国，其首府佩特拉因失去巴尔米拉而衰落后，布斯拉被更名为诺瓦·图拉真那·布斯拉，成为了当时第三昔兰尼加军团的驻地和罗马帝国阿拉比亚行省的省会。由于该城位于商业贸易要冲，罗马道路连接布斯拉直通大马士革和红海海岸，布斯拉很快就发展成为了整个阿拉伯地区最繁华的都市之一。
罗马帝国分裂后，布斯拉开始了拜占庭时代，基督教逐渐成为了这里的主要宗教，城内一座大型教堂在6世纪左右建成。7世纪左右，布斯拉被波斯帝国萨珊王朝征服，但是没过多久又被拜占庭帝国夺回。

### 伊斯兰时代

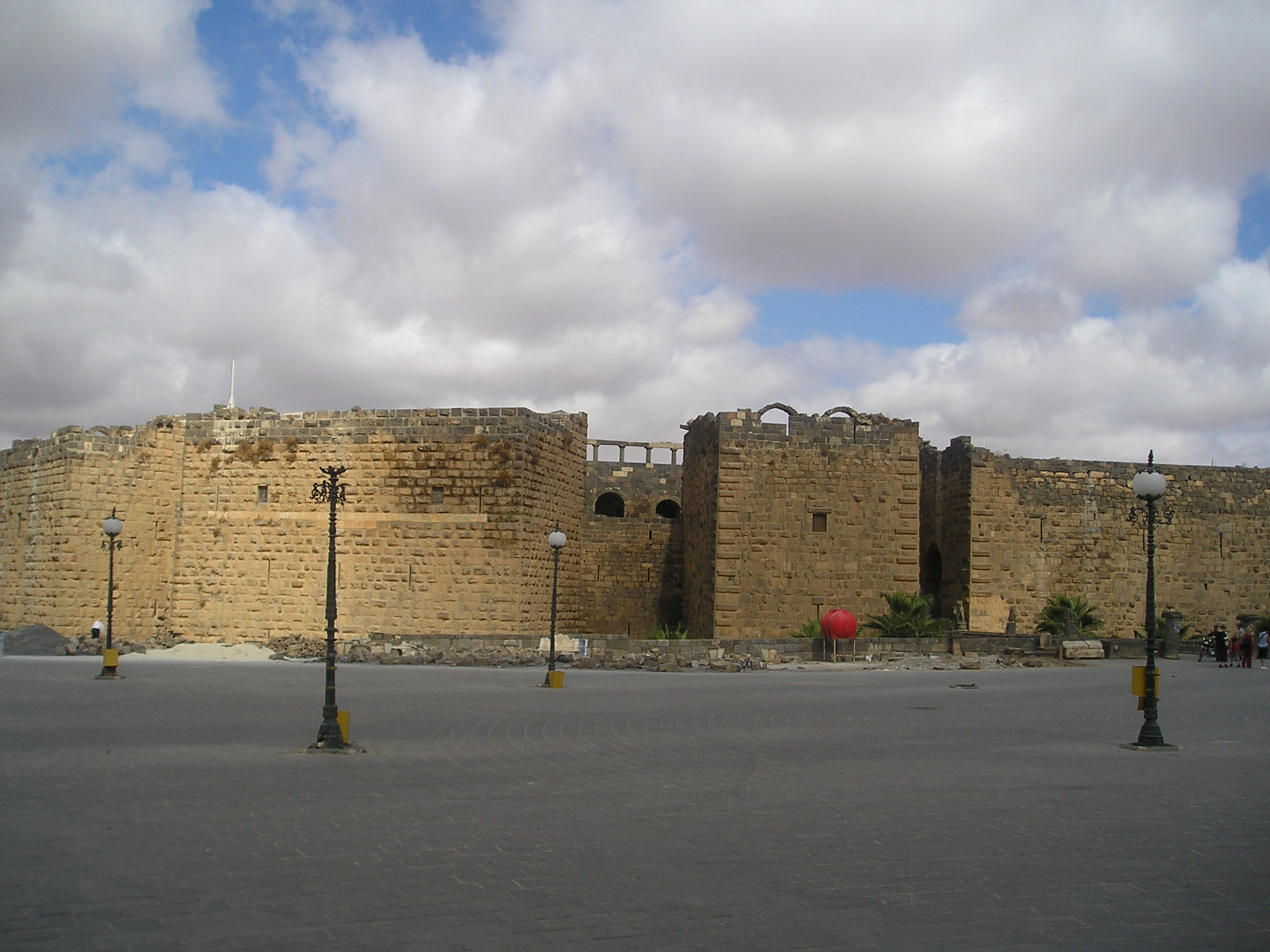
阿拉伯帝国时期修建的布斯拉古城堡，罗马式歌剧院位于其中。

穆罕默德早年曾在布斯拉渡过了重要的一段时期，634年，四大哈里发的将领哈利德从拜占庭帝国手中夺取了布斯拉。在伊斯兰的统治下，布斯拉依然延续了繁华，其被视为大马士革的南大门，由于地处麦加古商道的途中，成为了穆斯林从大马士革到穆斯林圣地麦加和麦地那朝圣路线间的重要宿营地。早期，伊斯兰统治者并没有强迫布斯拉的基督教徒改宗伊斯兰教，直到倭马亚王朝时代，这里的居民被诱导皈依伊斯兰教。公元9世纪，布斯拉成为了浩兰省的省会。
倭马亚时代结束后的公元750年，布斯拉逐渐失去了昔日的繁华，直到300年后11世纪后期才逐渐回复昔日的荣光。十字军东征时期，为了阻止十字军入侵大马士革等地，1068年在法蒂玛王朝的统治下，城市又重新启动了一批新的工程建设，随着1076年塞尔柱王朝的统治，城市又加大了防御工程的建设，昔日的罗马剧院被改建成了一座要塞。阿尤布王朝时期，布斯拉作为军事要冲，迎来了政治地位和城市建设新的黄金时期，罗马剧院外的军事要塞得到了进一步的扩建，成为了一座大型城堡。

### 现代
今天的布斯拉古城已经成为一个重要的考古遗址，遗址包含从罗马到拜占庭和穆斯林时期的建筑，当地政府每年都会在遗址内的罗马剧院内举办音乐节。
叙利亚内战爆发后，布斯拉数次在政府军和叙利亚自由军之间易手。2013年6月20日，联合国教科文组织世界遗产委员会第37届会议将布斯拉和大马士革古城、巴尔米拉遗址、阿勒颇古城、武士堡、萨拉丁堡、叙利亚北部的古村落群六个世界遗产收录到濒危世界遗产名录中。2015年1月31日，叙利亚陆军第五师和一支叛军队伍在罗马剧场附近爆发了激烈的交火。2015年2月1日，政府军炮击了该地东部地区附近的城镇。2015年3月25日，叙利亚反对派占领了布斯拉。2018年7月2日，叙利亚政府军重新收复布斯拉。

## 文化价值
布斯拉古城历史上是多个王朝的首府，同时也是沙漠商队和伊斯兰圣地朝觐的重要的中转站。遗址内完好保留了许多希腊式、罗马式和伊斯兰式建筑，其中以古罗马时期的剧院最为著名。布斯拉古城的建筑是历史上希腊化时期、纳巴泰王国、罗马帝国、拜占庭帝国和伊斯兰化时期的有力见证，不同民族的统治者在布斯拉留下了各式各样风格迥异的建筑。布斯拉古城城门高大，城墙上筑有防御工事，城内有宽敞的大街，两侧整齐地排列着圆柱，保存有富丽堂皇的罗马剧场、古老的浴室、市场、罗马兵营、赛马场以及清真寺。另外，城里还保存着最古老的纳巴泰式建筑区。

## 登录标准
世界遗产委员会描述：布斯拉古城曾是古罗马阿拉伯省的首府，是通往麦加的沙漠商队路线上一个重要的中途站。在布斯拉城墙中保存着一座公元2世纪的富丽堂皇的古罗马剧场、早期基督教的遗迹和几座清真寺。
该世界遗产被认为满足世界遺產登錄基準中的以下基準而予以登錄：
- （i）表现人类创造力的经典之作。
- （iii）呈现有关现存或者已经消失的文化传统、文明的独特或稀有之证据。
- （vi）具有显著普遍价值的事件、活的传统、理念、信仰、艺术及文学作品，有直接或实质的连结（世界遗产委员会认为该基准应最好与其他基准共同使用）。

## 外部連結
- Catholic Encyclopedia on Bosra （页面存档备份，存于）（英文）
- Official website of Bosra city （页面存档备份，存于）（英文）
- Bosra World Heritage site in panographies - 360 degree interactive imaging（英文）
- Extensive photo site about Bosra （页面存档备份，存于）（英文）
- Photo Gallery of Bosra（英文）